# Perdedor adorable
El perdedor adorable es un arquetipo de personaje (o personaje tipo) descrito como una persona simpática, agradable o bien intencionada a quien la mala suerte le impide continuamente que sus variados esfuerzos tengan éxito, y que obtenga las cosas que cree que le traerán la felicidad, en particular un amor verdadero idealizado.
Los perdedores adorables se definen a menudo por tener ambiciones que superan sus capacidades así como por sus esfuerzos excesivamente entusiastas y, a veces, contraproducentes para alcanzar sus deseos. Son propensos a ser víctimas de planes para hacerse ricos rápidamente y de usar atajos para encontrar la riqueza, el éxito o el amor, y a actuar de manera impulsiva en la búsqueda de estas cosas, pero a la vez pueden ser propensos a actuar de forma ética y desinteresada, resistiéndose a los esfuerzos por atraerlos a actuar de una manera que en realidad dañaría a otros. Se los describe con frecuencia en una dinámica en la que sus amigos desdeñan sus esfuerzos o les brindan malos consejos u otras formas de ayuda contraproducentes.
Un ejemplo de perdedores adorables en los medios es Charlie Brown, el personaje principal de la tira cómica Peanuts de Charles Schulz, que es incapaz de volar una cometa sin que se atasque en un árbol, que nunca recibe tarjetas o regalos de San Valentín de nadie en su clase, que es el lanzador en un equipo de béisbol que nunca ha tenido una victoria, y a quien Lucy convence repetidamente de que intente patear una pelota de fútbol americano, solo para que ella la quite en el último instante. Chandler Bing en la serie televisiva Friends es otro ejemplo, incapaz durante la mayor parte del programa de encontrar el romance (en contraste con su compañero de cuarto, Joey Tribbiani, quien fácilmente terminaba en relaciones sin sentido). Asimismo, Andy, el personaje principal de Virgen a los 40, debe lidiar con los esfuerzos excesivamente atrevidos de sus amigos y compañeros de trabajo que quieren ayudarlo a perder su virginidad.
En alguna época se señaló que "casi todas las series top tienen un perdedor regular y confiable, un chivo expiatorio que siempre se lleva la peor parte, un cabeza de turco que termina con el huevo en la cara." Se ha argumentado que "el perdedor adorable juega un rol importante en el sueño americano", puesto que "el adorable perdedor, mientras esté del lado de los ángeles, rescata al país de sus excesos y representa, por lo tanto, un rasgo nacional indispensable."
En los deportes, la frase se suele referir específicamente a atletas o equipos deportivos que, a pesar de sus mejores esfuerzos, son incapaces de ganar de manera consistente. El término se aplicó particularmente al equipo de béisbol de los Chicago Cubs durante un largo período de su existencia, siendo incapaces de hacerse con el campeonato de la Serie Mundial hasta 2016. En una reseña previa a un juego de fútbol americano universitario de 1961 en la que se predijo una derrota para la Universidad de Indiana, se describió al entrenador principal del equipo, Phil Dickens, como un "gran perdedor adorable". El golfista Sam Snead, que perdió por muy poco en varios torneos de golf, era caracterizado como un perdedor adorable en 1963. Un titular del Chicago Tribune en 1963 llamó a los Mets de Nueva York perdedores adorables.